# Tetragonurus
Tetragonurus è un genere di pesci ossei marini comprendente 3 specie. È l'unico genere della famiglia Tetragonuridae.

## Distribuzione e habitat
Questi pesci si incontrano in tutti gli oceani alle latitudini tropicali e subtropicali. Nel mar Mediterraneo si trova la specie Tetragonurus cuvieri.
Fanno vita batipelagica spesso in profondità.

## Descrizione
La sagoma di questi pesci è allungata ed ha sezione approssimativamente circolare. Si tratta di pesci caratteristici per varie caratteristiche come le scaglie che sono molto spesse e vistose. Le pinne dorsali sono due di cui la prima lunga e formata da brevi raggi spinosi e la seconda breve con raggi molli. Le pinne ventrali sono piccole ed inserite indietro. La mandibola è grande e a bocca chiusa alloggia all'interno della bocca risultando poco visibile. Due carene sono presenti sul peduncolo caudale.
Il colore è in genere scuro.

## Biologia
Poco nota. Si nutrono di celenterati, ctenofori ed altri grandi organismi planctonici.

## Pesca
Occasionale di solito con reti a strascico. Le carni sono tossiche per l'uomo.

## Specie
- Genere Tetragonurus
  - Tetragonurus atlanticus
  - Tetragonurus cuvieri
  - Tetragonurus pacificus[1]